# Red Dawn (2012)
Red Dawn (bra: Amanhecer Violento)é um filme de guerra produzido nos Estados Unidos, dirigido por Dan Bradley e lançado em 2012. O roteiro escrito por Carl Ellsworth e Jeremy Passmore é baseado no filme homônimo de 1984. O filme gira em torno de um grupo de jovens que defendem sua cidade natal de uma invasão norte-coreana.
A Metro-Goldwyn-Mayer anunciou sua intenção de refazer Red Dawn em maio de 2008 e, posteriormente, contratou Bradley e Ellsworth. Os personagens principais foram lançados no ano seguinte e o filme entrou em produção em setembro de 2009 em Mount Clemens, Michigan . Originalmente programado para ser lançado em 24 de novembro de 2010, o filme foi arquivado por causa dos problemas financeiros da MGM . Enquanto na pós-produção, o exército invasor e os antagonistas foram alterados de chinês para norte-coreano para manter o acesso às bilheterias chinesas, embora o filme ainda não tinha sido lançado na China.

## Enredo
Uma montagem introdutória mostra as consequências da crise econômica na União Europeia e de uma aliança enfraquecida da OTAN, em meio à crescente cooperação entre uma cada vez mais militante Coreia do Norte e a Rússia ultra nacionalista controlada. O aumento da implantação de tropas dos EUA no exterior deixa o continente vulnerável. Na marinha dos Estados Unidos, Jed Eckert está em casa em licença em Spokane, Washington. Ele se reúne com seu pai, o sargento de polícia Spokane Tom Eckert e seu irmão, o jogador de futebol Matt Eckert. Na manhã seguinte a uma misteriosa queda de energia, Jed e Matt ficaram chocados ao ver enxames de pára -quedistas norte-coreanos invasores e aviões de transporte. Seu pai diz-lhes para fugir para sua cabana no bosque, enquanto ele ajuda os habitantes da cidade. Eles são posteriormente reunidos por Robert Kitner, Daryl Jenkins e Pete. Tensões são construídas quando os adolescentes tentam decidir entre entregar-se aos invasores ou resistir, com Pete acabar traindo a sua posição. Os soldados norte-coreanos, sob o comando do capitão Cho, levam o sargento Eckert e o prefeito para convencer o grupo a se render; Enquanto o prefeito persuade os meninos a desistirem, Cho executa Sargento Eckert depois que ele se recusa a cooperar e incentiva-os ativamente a resistir.
Mais tarde, Jed anuncia que ele pretende lutar e os outros concordam em se juntar a ele, chamando-se de "Wolverines" (igual sua mascote da escola). Depois de adquirir armas, estabelecer uma base em uma mina abandonada e ser treinado por Jed, os Wolverines iniciam uma série de ataques de guerrilha contra soldados e colaboradores, incluindo Pete. Os norte-coreanos retaliam bombardeando as matas circundantes para destruir a base dos Wolverines, matando Danny e Julie, com os sobreviventes restantes fugindo mais profundamente na floresta. Os Wolverines acabam por encontrar o sargento da marinha Andrew Tanner e outros dois marinhos, Smith e Hodges. Eles revelam que a invasão norte-coreana apoiada pelos russos usou uma arma EMP que paralisou a rede elétrica dos Estados Unidos e militares, seguido de aterragens ao longo das costas leste e oeste, com contra-ataques americanos finalmente parando seus avanços, deixando uma área que se estende de Michigan a Montana e Alabama ao Arizona como "América livre". Eles também revelam que o Capitão Cho carrega uma mala contendo um rádio-telefone resistente ao EMP que permitiria ao comando dos Estados Unidos entrar em contato com suas forças restantes para uma contra-ofensiva. Os Wolverines ajudam Tanner, Smith e Hodges a se infiltrarem na delegacia local, o centro de operações dos norte-coreanos. Eles conseguem roubar a mala com Jed vingando a morte de seu pai matando Cho, embora Hodges seja morto no tiroteio.
Depois que eles escapam com sucesso com a mala, os Wolverines se reagrupam em sua base. Depois de uma breve conversa entre Matt e Jed, no entanto, eles são emboscados pelo russo Spetsnaze e Jed é morto no tiroteio. Visivelmente abalado, Matt e o resto dos Wolverines escapam com a mala para o ponto de extração dos marinheiros. No dia seguinte, Robert chega à conclusão de que durante uma fuga anterior, Daryl tinha sido marcado com um transmissor de rastreamento e que os russos estavam localizando eles desde então. Depois de algum pensamento, Daryl aceita o fato de que ele não podem continuar com eles e decidem ficar para trás, seu destino desconhecido. O sargento-major Tanner e Smith partem em um UH-1 com a mala. Os restantes dos Wolverines decidiram ficar para trás e continuar a lutar, recrutando mais membros e invadindo campos de prisioneiros, com Matt agora liderando o esforço para continuar repelindo a ocupação.

## Elenco
- Chris Hemsworth .... Jed Eckert
- Josh Peck .... Matt Eckert
- Josh Hutcherson .... Robert Kitner
- Ernesto Laguardia ..... Luis Toris
- Susana Gonzalez .... Lucy
- Francisco Gattorno .... Pedro
- Aracely Arambula .... Maria de Carmen
- Adrianne Palicki .... Toni Walsh
- Isabel Lucas .... Erica Martin
- Connor Cruise .... Daryl Jenkins
- Jeffrey Dean Morgan .... Sergeant Major Andrew Tanner
- Kenneth Choi .... Cpl. Smith
- Edwin Hodge .... Danny Jackson
- Brett Cullen .... Tom Eckert
- Alyssa Diaz .... Julie Goodyear
- Julian Alcaraz .... Greg Goodyear
- Michael Beach .... Major Jenkins
- Will Yun Lee .... Capitão Cho
- Matt Gerald .... Sgt. Hodges
- Steve Lenz .... Pete
- Mark Schlereth .... Treinador Dolen

## Recepção
No agregador de críticas dos Estados Unidos, o Rotten Tomatoes, na pontuação onde a equipe do site categoriza as opiniões da  grande mídia e da mídia independente apenas como positivas ou negativas, o filme tem um índice de aprovação de 15% calculado com base em 144 comentários dos críticos. Por comparação, com as mesmas opiniões sendo calculadas usando uma média aritmética ponderada, a nota alcançada é 3,9/10 que é seguida do consenso dizendo: "O Red Dawn reiniciado carece da atualidade do original, mas pelo menos presta homenagem ao entregar a mesma pouca atenção ao desenvolvimento de personagens e à lógica geral."
Em outro agregador de críticas também dos Estados Unidos, o Metacritic, que calcula as notas das opiniões usando somente uma média aritmética ponderada de determinados veículos de comunicação em maior parte da grande mídia, o filme tem 33 avaliações da imprensa anexadas no site e uma pontuação de 31 entre 100, com a indicação de "revisões geralmente desfavoráveis".
Roger Ebert, do Chicago Sun-Times disse que "o período de tempo da história é confusamente obscuro. Quanto tempo leva os norte-coreanos a desembarcar, importar suas armas pesadas e veículos, alistar traidores locais e começar a movimentar as coisas? (...) Não temos certeza sobre o que está acontecendo no resto dos Estados Unidos."